# John Galt

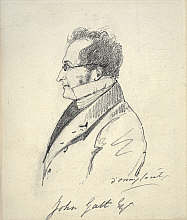
John Galt.

John Galt, (Irvine, 2 mei 1779 - Greenock, 11 april 1839), was een Schotse schrijver. Zijn bekendste werk is de Annals of the Parish (1821), een kroniek van een fictieve plattelandspastoor die een humoristisch beeld geeft van het sociaal leven uit die tijd.

## Leven
Zijn vader was kapitein op een schip. De familie trok in 1789 naar Greenock, waar Galt zijn eerste essays voor lokale tijdschriften schreef. In het jaar 1804 verhuisde hij naar Londen, waar hij vanaf 1809 rechten studeerde. Galt reisde veel en raakte bevriend met George Gordon Byron. In de jaren van 1824 tot 1829 verbleef hij in Canada, waar hij de Canada Company oprichtte. Na een conflict met de gouverneur Peregrine Maitland werd hij gevangengezet. In 1833 ging Galt terug naar Greenock, waar hij in 1839 overleed.

## Werken
- 1812 - "Cursory Reflections on Political and Commercial Topics"
- 1812 - "The Life and Administration of Cardinal Wolsey"
- 1812 - "The Tragedies of Maddelen, Agamemnon, Lady Macbeth, Antonia and Clytemnestra"
- 1812 - "Voyages and Travels"
- 1813 - "Letters from the Levant"
- 1816 - "The Life and Studies of Benjamin West"
- 1816 - "The Majolo"
- 1818 - "The Appeal"
- 1820 - "The Earthquake"
- 1820 - "Glenfell"
- 1820 - "The Life, Studies and Works of Benjamin West"
- 1821 - "Annals of the Parish" (In deze novelle wordt het woord, utilitarians voor het eerst gebruikt)
- 1821 - "The Ayrshire Legatees"
- 1830 - "The Life of Lord Byron"
- 1833 - "The Stolen Child"
- 1833 - "Stories of the Study"
- 1834 - "Literary Life and Miscellanies"
- 1834 - "A Contribution to the Greenock Calamity Fund"
- 1835 - "Efforts by an Invalid"
- 1839 - "The Demon of Destiny and Other Poems"

- Bibsys: 90138941
- Bibliothèque nationale de France: cb12036891v (data)
- CiNii: DA03204561
- Gemeinsame Normdatei: 118716255
- International Standard Name Identifier: 0000 0001 0907 0345
- Library of Congress Control Number: n78092852
- Nationale Bibliotheek van Tsjechië: mub2016916513
- Nationale bibliotheek van Australië: 35110793
- Nationale Bibliotheek van Israël: 987007274700405171
- Nationale Bibliotheek van Polen: a0000001226234
- Nationale en Universitaire bibliotheek Zagreb: 000355064
- Nederlandse Thesaurus van Auteursnamen: 070485739
- Réseau des bibliothèques de Suisse occidentale: 02-A003277055
- Istituto Centrale per il Catalogo Unico: CUBV070804
- SNAC: w6m906rv
- Système universitaire de documentation: 028556623
- Trove: 829742
- Virtual International Authority File: 61562976
- WorldCat: E39PBJrChbYwv94f4gCT6fgqcP